# Letícia Navas
Letícia Medrano Navas (São Paulo, 20 de maio de 1995) é uma atriz, dubladora, diretora de dublagem, cantora e ex-apresentadora brasileira. É conhecida nacionalmente por ser a apresentadora da TV Globinho entre os anos de 2011 e 2012 (junto com Eric Surita). Interpretou a personagem Clarita na novela Chiquititas, do SBT.

## Biografia e carreira
Iniciou sua carreira em 2010 como vocalista da banda Frater 5, em seguida foi integrante do quadro Jovens Talentos do Programa Raul Gil. Passou a ser conhecida pelo grande público após apresentar em 2011 junto com Emílio Eric, o programa infantil TV Globinho da Rede Globo.
Foi contratada em 2013 pelo SBT para interpretar personagem Clarita de Chiquititas, na qual fez par romântico com Emílio Eric, que na trama fez Beto. Na emissora ela também apresentou o especial Fenômeno Rebelde e fez uma participação especial no Bom Dia & Cia apresentando a brincadeira Onde Está o Anel?
Atualmente trabalha como dubladora e diretora de dublagem em Miami.

## Vida Pessoal
Desde 2018, é casada com o empresário Otto Queiroz.  Desde 2016, vive em Miami, nos Estados Unidos com o marido e os filhos. Em setembro de 2020, anunciou em suas redes sociais que estava grávida de seu primeiro filho. Em fevereiro de 2021, nasceu Nathan em Miami Beach. Em abril de 2022, anunciou em seu Instagram, que estava a espera de seu segundo filho. Em outubro de 2022, nasceu Nicholas em Miami.

## Filmografia

### Televisão

#### Novelas
| Ano         | Título      | Papel                 | Notas       | Emissora | Ref.                 |
| ----------- | ----------- | --------------------- | ----------- | -------- | -------------------- |
| 2013 - 2015 | Chiquititas | Clara Lemes (Clarita) | Coadjuvante | SBT      | [ 25 ] [ 26 ] [ 27 ] |

#### Programas
| Ano         | Título             | Papel         | Notas                             | Emissora   | Ref.          |
| ----------- | ------------------ | ------------- | --------------------------------- | ---------- | ------------- |
| 2010        | Programa Raul Gil  | Participante  | Quadro Jovens Talentos            | SBT        | [ 28 ] [ 29 ] |
| 2011 - 2012 | TV Globinho        | Apresentadora |                                   | Rede Globo | [ 30 ]        |
| 2013        | O Fenômeno Rebelde | Apresentadora |                                   | SBT        | [ 31 ]        |
| 2013        | Bom Dia & Cia      | Apresentadora | Participação especial em 05/08/13 | SBT        | [ 32 ] [ 33 ] |